# ゴーン・トゥー・スーン
「ゴーン・トゥー・スーン」（Gone Too Soon）は、マイケル・ジャクソンが1991年に発表した楽曲。アルバム『デンジャラス』からの最終シングル・カットで、曲名は「あまりにも早く去った」という意味である。

## 解説
本作はエイズのため死去したライアン・ホワイトへの追悼曲として作られた。作詞はバズ・コーハン、作曲はラリー・グロスマンによる。ライアン・ホワイトは13歳の時、血友病治療のための血液製剤からエイズに感染した。この当時は「エイズ」という病気がほとんど知られていなかったため、彼は生涯を通じて厳しい偏見や差別と戦い続けた。ホワイトは初期のエイズ患者として多くのメディアに取り上げられ、各界の著名人たちとさまざまな交友を得た。
マイケル・ジャクソンはエルトン・ジョンと並び、音楽家として生前のホワイトと親しく交わった人のひとりである。ホワイトは1990年4月8日に18歳で死去し、ジャクソンはホワイトの葬儀に出席した。それから3年後の1993年1月20日に行われたクリントン大統領就任式で、ジャクソンは「私の親友ライアン」への追慕とエイズ撲滅を訴えるスピーチを行い、それに続いて「ゴーン・トゥー・スーン」を歌った。
曲は“あまりにも早く去っていった”（Gone too soon）を繰り返す中で、短くも美しいものを並べながら進んでいく。
ショートフィルムでは、生前のライアン・ホワイトの映像と、マイケル・ジャクソン自身も出席した葬儀の映像が使用されている。

## 収録曲
1. ゴーン・トゥー・スーン（3分21秒）
2. ヒューマン・ネイチャー（4分05秒）
3. あの娘が消えた（3分38秒）
4. スリラー（5分57秒）